# Colomastix heardi
Colomastix heardi is een vlokreeftensoort uit de familie van de Colomastigidae. De wetenschappelijke naam van de soort is voor het eerst geldig gepubliceerd in 1995 door LeCroy.